# Трояндове
Трояндове (Йоганнесфельд, у 1920—1940 рр. —Івано-Любівка, до 2016 — Кірове) — село Доброславської селищної громади Одеського району Одеської області в Україні. Населення становить 1765 осіб.

## Символіка
Затверджена 19 вересня 2019 р. рішенням № 405-VII сесії сільської ради. Автори — О. І. Маскевич, В. М. Джунь. Герб є промовистим.

### Герб
В синьому полі букет із трьох срібних троянд із золотими стеблами і листям, який супроводжується знизу золотим сонцем, що виникає. Щит вписаний в золотий декоративний картуш і увінчаний золотою сільською короною. Під щитом на синій стрічці з золотим підбоєм напис «ТРОЯНДОВЕ».
Троянда — символ назви, букет означає кількість сіл в сільраді.

### Прапор
На синьому квадратному полотнищі букет із трьох білих троянд із жовтими стеблами і листям в 1/2 висоти прапора, який супроводжується унизу жовтим сонцем, що виникає, в 3/10 висоти прапора.

## Туризм
Село Трояндове багатьом відоме своїми неймовірними квітами. Там майже кожна сім'я вирощує троянди. Наразі село реалізує масштабний проєкт «Трояндова феєрія» — трояндовий парк зі спа-готелем та кав'ярнею.

## Населення

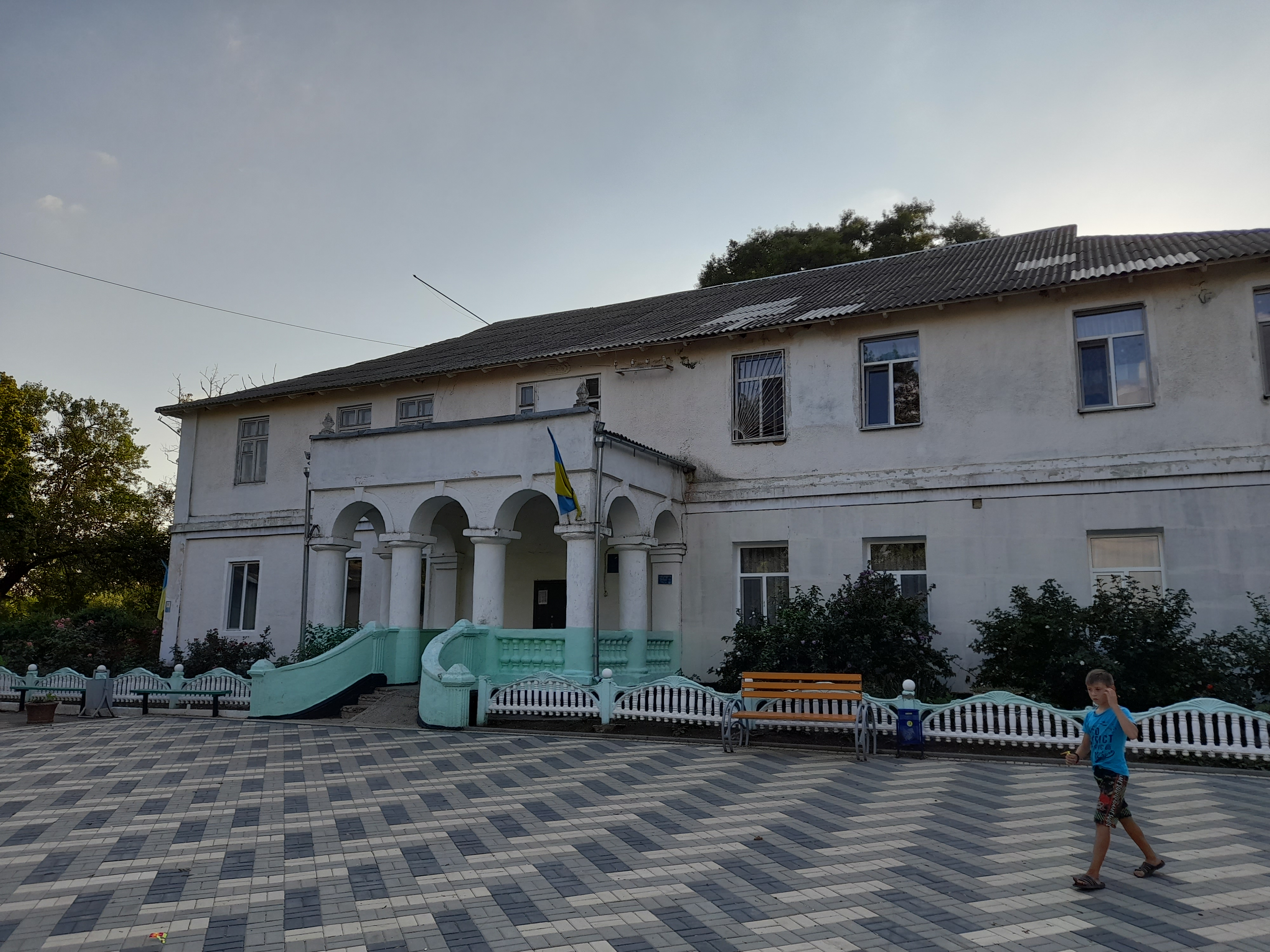
Старовинна поміщицька садиба, в якій розташований старостат

Згідно з переписом УРСР 1989 року чисельність наявного населення села становила 1692 особи, з яких 781 чоловік та 911 жінок.
За переписом населення України 2001 року в селі мешкали 1623 особи.

### Мова
Розподіл населення за рідною мовою за даними перепису 2001 року:
| Мова            | Кількість | Відсоток |
| --------------- | --------- | -------- |
| українська      | 1490      | 91.81%   |
| російська       | 121       | 7.46%    |
| румунська       | 7         | 0.43%    |
| білоруська      | 2         | 0.12%    |
| болгарська      | 1         | 0.06%    |
| інші/не вказали | 2         | 0.12%    |
| Усього          | 1623      | 100%     |

## Відомі люди
- Коновченко Ілля Потапович[ru] (1915-1943) — Герой Радянського Союзу.